# Heinrich Fries
 (mai 2023).
Si vous disposez d'ouvrages ou d'articles de référence ou si vous connaissez des sites web de qualité traitant du thème abordé ici, merci de compléter l'article en donnant les références utiles à sa vérifiabilité et en les liant à la section « Notes et références ».
Heinrich Fries (né le 31 décembre 1911 à Mannheim et mort le 19 novembre 1998 à Munich) est un théologien catholique, particulièrement engagé dans le mouvement œcuménique. Il est professeur de théologie fondamentale et de théologie œcuménique à l'Université de Munich et un membre actif du mouvement œcuménique Una Sancta.

## Biographie
Fils aîné d'une famille d'artisans, il grandit à Oedheim, dans le quartier de Heilbronn. Après l'école latine de Neuenstadt et le lycée de Rottweil, il étudie la Théologie catholique à Tübingen et, en 1936, il est ordonné prêtre. Il soutient une thèse de doctorat sur la philosophie de la religion de John Henry Newman et, après son habilitation en 1950, il devient professeur de théologie fondamentale dans cette même université en 1950. En 1958, l'Université de Munich le nomme à sa chaire de théologie catholique fondamentale. Il y fonde l'Institut de théologie œcuménique en 1964 et trouve en Wolfhart Pannenberg, à la Faculté de théologie protestante de Munich créée en 1967, un partenaire sympathique pour la discussion académique et pour la formation des étudiants aux questions œcuméniques.
Après avoir refusé la demande du cardinal Julius Döpfner de l'accompagner comme théologien au Concile Vatican II, il s'engage activement dans la réception, le traitement et la mise en œuvre de ses impulsions théologiques. Ainsi, il participe activement à l'orientation du synode des diocèses de Würzburg, notamment dans la résolution sur la coopération pastorale des Églises au service de l'unité des chrétiens.
Le mémorandum administratif du Groupe de travail des instituts œcuméniques de 1973, qui est déclenché par les travaux préparatoires de Fries et qu'il cosigne, a provoqué émoi et colère. Après une discussion comparative de la compréhension théologique de l'église de la fonction, il déclare "que théologiquement rien de décisif ne s'oppose à une reconnaissance mutuelle des fonctions" et donc aussi "un obstacle principal à la communion fraternelle serait surmonté".
Après son éméritat en 1979, il poursuit le dialogue théologique engagé. Le livre Unification des Églises – possibilité réelle, écrit en 1982 avec Karl Rahner, a un effet durable sur la théologie œcuménique. De même, son essai Souffrir dans l'Église (1989), reçoit un écho extraordinaire,. Sur la base de l'essai et des commentaires reçus des lecteurs, Fries publie la même année un livre du même nom, qui attire également beaucoup d'attention.
Dans la paroisse Saint-Philippe de Munich, il est resté apprécié en tant que prédicateur et promoteur de la musique d'église. Fries est enterré dans la tombe familiale au cimetière d'Oedheim.
Le cardinal Walter Kasper, son évêque d'origine à l'époque, le décrit comme un "porteur d'espoir pour une future unité réconciliée des Églises". Kasper dédie son Introduction à la foi à Fries (1972) et dans l'avant-propos le désigne comme un "enseignant par qui j'ai été initié très tôt à la richesse de la tension dans une théologie du centre créatif".
Il est nommé citoyen d'honneur d'Oedheim en 1987.

## Pensée théologique
Le thème central de sa pensée théologique est la question d'une foi chrétienne qui ne doit pas être supportée comme un poids, mais donne aux gens la possibilité de trouver leur plénitude dans la vie.
Un deuxième aspect majeur est la forme et la compréhension de l'église. Fries représentait une église philanthropique ouverte au dialogue. Son premier livre Die Kirche als Anwalt des Menschen (1954) a montré très tôt son leitmotiv d'une Église qui doit donner aux gens une réponse à leurs espoirs, mais aussi à leurs craintes pour l'avenir.
Sa préoccupation la plus connue, l'œcuménisme, s'inscrit également dans ce contexte. Heinrich Fries a souffert de la division du christianisme, l'a ressentie comme un scandale et a identifié très tôt la tâche œcuménique comme une question existentielle urgente pour le christianisme et l'Église.

## Publications
- Die Religionsphilosophie Newmans, Stuttgart 1948
- Die katholische Religionsphilosophie der Gegenwart. Der Einfluss Max Schelers auf ihre Formen und Gestalten, Heidelberg 1949.
- Nihilismus – Die Gefahr unserer Zeit, Stuttgart 1949
- Kirche als Anwalt des Menschen, Stuttgart 1954
- Bultmann – Barth und die katholische Theologie, Stuttgart 1955
- Die mündliche Überlieferung, mit Heinrich Bacht (de) und Josef Rupert Geiselmann (de), Hueber-Verlag, München 1957
- Glauben – wissen. Wege zu einer Lösung des Problems, Berlin 1960
- Das Gespräch mit den evangelischen Christen, Stuttgart 1961
- (éd.),Encyclopédie de la foi (1962-63) ; trad. fr. Paris, Cerf, 1965-1967.
- Aspekte der Kirche, Stuttgart 1963
- Wir und die andern. Beiträge zu dem Thema: Die Kirche in Gespräch und Begegnung, Stuttgart 1966
- La foi contestée (1968) ; trad. fr. Paris, Casterman, 1970.
- Was heißt glauben? Glaubensverständnis in einer säkularisierten Welt. Heinrich Fries antwortet Eberhard Simons (de), Düsseldorf 1969
- Ich sehe keinen Gott. Ein Dialog zwischen Theologie und Naturwissenschaft, (zus. mit P. Glockmann), München 1970
- Glaube und Kirche als Angebot, Graz 1976
- Ökumene statt Konfessionen? Das Ringen der Kirche um Einheit, Frankfurt 1977
- Einigung der Kirchen – Reale Möglichkeit. (mit Karl Rahner), Freiburg 1983
- Fundamentaltheologie, Styria Verlag, Graz 1985 [Standardwerk der Fundamentaltheologie]
  - für die DDR: Fundamentaltheologie, hrsg. v. G. Sterzinsky, Leipzig 1985
- Abschied von Gott? Ein Theologe antwortet, Herder, Freiburg im Brsg. 1968, 8. Auflage 1985, Neubearbeitung unter dem Titel: Abschied von Gott? Herausforderung und Chance des Glaubens. Herder, Freiburg im Breisgau 1991,  (ISBN 3-451-08747-2).
- Damit die Welt glaube. Gefährdung – Ermutigung – Erneuerung, Frankfurt 1987
- Glaubenserfahrungen – Glaubenskonsequenzen, Graz – Wien – Köln 1989
- Streiten für die eine Kirche. (mit Otto Hermann Pesch (de)), München 1987
- Leiden an der Kirche, Freiburg – Basel – Wien 1989
- Es bleibt die Hoffnung. Kirchenerfahrungen, Zürich 1991
- Vor der Entscheidung: Werden die Kirchen überflüssig?, Graz 1995

## Sources secondaires
- Peter Neuner: Heinrich Fries. 1911–1998. Ein Leben im Dienst der Ökumene. Anton H. Konrad, Weißenhorn 1999.
- Johannes Brosseder (de), Heinrich Fries (1911–1998) – Die Kirche und die Kirchen, in: Hubert Brosseder (de) (éd.), Denker im Glauben. Theologischer Wegbereiter ins 21. Jahrhundert, München 2001, S. 40–60.
- (éd.) Thomas Seitz, Prof. Dr. Heinrich Fries in: Oedheimer Hefte, n°3, Eigenverlag Thomas Seitz,Oedheim, 2007.
- Norbert Göttler (de), Heinrich Fries – Brückenbauer zwischen Kirche und Welt, in: Stephan Pauly (éd.), Theologen unserer Zeit, Stuttgart 1997. (Artikel als Sonderdruck 2007 nachbearbeitet von Peter Seitz, Kath. Dekanat Heilbronn-Neckarsulm)
- Felten, Engelbert, Fundamentaltheologie im Übergang – Die Ekklesiologie der transzendentalen Fundamentaltheologie: Heinrich Fries, in: Engelbert Felten, Die Sicht der Kirche, Trier 1996, S. 4–128.